# Лузитанская Аркадия
«Лузита́нская Арка́дия» (порт. Arcádia Lusitana), также «Лиссабо́нская Арка́дия» (порт. Arcádia Ulissiponense) — литературное общество (творческое объединение), созданное наподобие римской «Академии Аркадии» в 1756 году в Лиссабоне. Его участники отстаивали эстетику классицизма в португальской литературе эпохи Просвещения 2-й половины XVIII века. Воздействие их деятельности ощущалось ещё при первых шагах романтизма в начале XIX века.

## Эволюция
В середине XVIII века на смену литературе барокко пришло новое течение, именуемое в России классицизмом, а в Португалии неоклассицизмом (поскольку считается вторичным относительно истинно классических античных традиций древних греков и римлян).
В противодействии устаревшей эстетике ощущалось воздействие французского классицизма — в 1687 году Франсишку Шавиер де Менезеш перевёл «Поэтическое искусство» Буало. В 1748 году Кандиду Лузитану (Cândido Lusitano, Лузитанский Кандид — аркадийский псевдоним Francisco José Freire) опубликовал собственное «Поэтическое искусство» (Arte poética, ou regras da verdadeira poesia), которое может считаться манифестом португальского аркадийства, а в 1758 году перевёл «Поэтическое искусство» Горация. 
Вскоре после Лиссабонского землетрясения в марте 1756 года в Лиссабоне по образу римской академии Аркадии была создана Лузитанская или Лиссабонская Аркадия (Arcádia Lusitana ou Ulissiponense). Её основателями стали три выпускника факультета права Антониу Диниш да Круз и Силва (аркадийский псевдоним — Elpino Nonacriense), Теотониу Гомеш де Карвалью (Teotónio Gomes de Carvalho) и Мануэл Николау Эштевеш Негран (Manuel Nicolau Esteves Negrão), поставившими цели укрепления тенденций классицизма и воплощения буржуазного реализма XVIII века. Но Аркадии не удалось избавиться от барочного формализма. Эмблемой общества была избрана белая лилия. Примечательно, что инициатива исходила не из придворных кругов, не от знати благородных кровей, а от представителей буржуазии. Маркиз де Помбал был лично заинтересован в деятельности Аркадии, присутствовал на некоторых её заседаниях, на которых велось критическое обсуждение произведений и теории литературы. Однако, сразу же проявился внутренний конфликт между двумя силами организации — представителями аристократии, подражавшими античным авторам, и буржуазией, стремившейся утвердить современные вкусы и идеи при воспроизведении реалий окружающей действительности. Помимо того оказалось, что авторы вступали в Аркадию не для вынесения сочинений на всеобщую критику, но для получения регалий от короны, что способствовало росту карьеры и упрощению возможностей публикаций. Это привело к взаимным нападкам членов противоборствующих группировок, что затрудняло коллективную деятельность. Примером внутренней борьбы служит «война поэтов», развернувшаяся около 1767 года, когда против основателей Аркадии  выступила группа несогласных поэтов (диссиденты: Филинту Элизиу, Жозе Базилиу да Гама и Силва Алваренга). Со временем литературная жизнь сфокусировалась в полярных центрах — аристократы собирались в салонах, а буржуа избрали таверны.
Несмотря на короткую деятельность, воздействие Аркадии на литературную жизнь Португалии надолго растянулось во времени. От условностей аркадийского стиля не смогли избавиться Филинту Элизиу, маркиза де Алорна, Бокаже. Влияние эстетики движения ощущается даже у романтиков — в раннем творчестве Гарретта и Каштилью (Castilho).

## Подражания
По подобию столичной «Лузитанской Аркадии» похожие литературные организации основывались в других крупных (Коимбра, Порту) и провинциальных городах. Кроме того, эфемерная «Новая Аркадия» распалась главным образом на базе противоречий между Бокаже и Агоштинью де Маседу. «Новая Аркадия» также действовала в Лиссабоне, но просуществовала недолго, с 1790 по 1794 годы. Кроме Бокаже, в неё входили Толентину, Филинту Элизиу, маркиза де Алорна.
Во время наполеоновских войн королевский двор Португалии был вынужден перебраться в Бразилию, где возникли бразильские «Аркадии».